# Bielany (Grójec)
Pour les articles homonymes, voir Bielany.
Bielany (prononciation : [bjɛˈlanɨ]) est un village polonais de la gmina de Błędów dans le powiat de Grójec de la voïvodie de Mazovie dans le centre-est de la Pologne.
Il se situe à environ 2 kilomètres à l'est de Błędów (siège de la gmina), 14 km au sud-ouest de Grójec (siège du powiat) et à 52 km au sud de Varsovie (capitale de la Pologne).
Le village possède une population de 111 habitants en 2014.

## Histoire
De 1975 à 1998, le village appartenait administrativement à la voïvodie de Radom.